# 道頓堀川 (映画)
『道頓堀川』(どうとんぼりがわ)は、1982年公開の日本映画。監督は深作欣二。主演は、松坂慶子と真田広之。宮本輝の同名小説の映画化作品。
19歳の若者と年上の女性との恋愛、元ハスラーの父とハスラーを目指す息子との親子関係に焦点を当て、舞台となる道頓堀で暮らす人たちの人間模様が描かれている。ハスラー同士が行う賭けビリヤードはナインボールで、本作のルールは、1試合9回勝負で先に5勝した方が勝ちとなり、賭け金は1試合につき30万円ぐらいとなっている。

## あらすじ
大阪の道頓堀川には、川沿いの繁華街のネオンライトが川面に反射し、夜の街の賑やかさを一層盛り上げていた。ある朝、美術大学に通う邦彦が大阪の大黒橋の公園から正面に見える道頓堀川の絵を描いていたところ、犬の散歩中の着物の女性・まち子と知り合う。邦彦は唯一の肉親だった母を亡くしたばかりで、1ヶ月前から同級生の父・武内がマスターをする喫茶店で住み込みで働きながら学校に通っていた。その夜、武内と夕食をともにするため小料理屋『梅の木』を訪れると、店の女将であるまち子と再会し、彼女もまた身寄りがないことが分かる。帰宅中、武内から「道頓堀は華やかだがそこで暮らす人々は意外と寂しさを抱えているのかもしれない」と言われ、まち子のことが気になり始める。
武内の息子・政夫はハスラーを目指していたが、元腕利きのハスラーで、家庭を顧みなかったことを後悔してハスラーを辞めた父から「ハスラーなんて“博打打ち”と同じ。やめておけ」と言われていた。父の心配をよそに政夫は関西のハスラーたちとの勝負を続けたが、ある時ハスラー時代の武内を知る、新規オープンしたビリヤード場の店主ユキと出会い、父の実力の凄さを知らされる。後日政夫は人づてに近々東京で日本一のハスラーを決める闇大会が開かれると聞くが、ユキから大会に出るには150万円もの軍資金が必要だと告げられる。一方、邦彦とまち子は孤独な似た者同士として距離を縮めてゆき、その後自然に惹かれ合いお互いの寂しさを埋めるように男女の関係を持つ。
そんな中、闇大会出場資金の工面に困った政夫は『梅の木』を訪れ、「邦彦が学費を滞納し、退学を免れるには150万円必要」とまち子を騙してその金を手に入れ東京に旅立つ。翌日、『梅の木』の板前から話を聞いた武内は政夫の代わりにまち子に金を返すが、邦彦は親友だった政夫に裏切られたことで傷つき、書き置きを残して喫茶店を辞めて街を出て行く事にした。武内は政夫を探して偶然訪れたビリヤード場で、名人ハスラーの孫であるユキと再会すると、心の中で抑えていたハスラー魂が目を覚ます。武内は政夫とハスラーとして人生を賭けた勝負をすることを決め、自身のハスラー時代の打ち方を知るユキに助言を受けながら、15年間のブランクで鈍ったハスラーの勘を数日かけて取り戻そうとする。
別の街で住み込みで看板書きのペンキ職人として働いていた邦彦はその後まち子に探し出され、「一緒に暮らして欲しい」という彼女の願いを聞き入れ彼女との同棲を決心する。武内がユキの店での毎夜の練習でかつてのハスラーの腕を取り戻しつつあった頃、店に邦彦が訪れた。まち子との同棲を始めることを武内に報告し、これまでの感謝の言葉を述べた。その直後、東京の闇大会から帰郷した政夫が現れる。政夫は武内から「邦ちゃんはうちを出ていくことになった。お前のせいや。わしと勝負せい。お前が勝てば喫茶店を売るなり好きにしていい。負けたらハスラーから足を洗え。一生玉突きをやめろ」と告げられる。政夫は「おもろいやないけ。やったろやないけ！」と勝負を受ける。ナインボール5ゲーム先取りの9回戦勝負。まず先攻の政夫が数ゲーム独走でリードする。だが武内はゲームの流れの頃合いを見計らって心理戦でプレッシャーをかけ始めた。それは武内が秘密にしていた夫婦と親子の過去についての事実を語りだしたのだった。それを聞いて凍りつく邦彦とユキ。顔面蒼白になって泣き崩れる政夫。政夫はビリヤードテーブルの玉触りをしてファールしてしまう。「ファールやな。どけ。どかんかい！」と息子を突き飛ばす父。「汚いやないけ！」と泣きながら訴える政夫に対し、武内は「これがバクチや。博打に汚いも綺麗もあるか。せやから言うた筈やぞ。博打はやめい、と」と言って博打勝負のハスラーの真髄を政夫に見せつける。技術的には五分と五分。だが、勝負師として海千山千の武内の前に政夫は全く歯が立たない。武内は一気に4ゲームを連取し、親子対決の真剣勝負は熾烈な最終ステージへと入っていく。2人の真剣勝負は4対4の最終ゲームになった。「ファイナルセット」とラストゲームを告げるユキ。緊迫感高まる肉親同士の真剣勝負に耐えきれなくなった邦彦は、ラストゲームの勝敗の行方を見ずにユキの店を飛び出した。そして人で賑わう夜の道頓堀をまち子が待つアパートへ急ぎ向かうのだった。その道頓堀の街には予想もしない邦彦のラストゲームが待っていた。

## キャスト
まち子
演 - 松坂慶子
小料理屋『梅の木』の女将(ママ)。邦彦より数歳年上。『梅の木』の2階で暮らしており、1階で右の前足に障害のある“コタロー”と名付けた犬を飼っている。両親は既に亡くなっており天涯孤独の身だが、スポンサーの男性がいる。好きなものはレモンで、下戸らしくお酒が苦手。乱暴な人や嘘つきな人は嫌い。普段は人当たりが良いが、家族がいないということで人知れず寂しさを抱えている。
安岡邦彦
演 - 真田広之
19歳。あだ名は『くにちゃん』。父を早くに亡くし母子家庭育ちだったが、先日母が病死したばかり。1ヶ月前から喫茶店『リバー』のウェイターをしながら、母が残してくれた学費で美術大学に通っている。面倒見のいい優しい性格で誰かが困っていると助けたくなる性分でお人好し。一応絵描きの卵として絵の勉強をしているが特に決まった目標はなく将来を迷っている状態。
武内鉄男
演 - 山﨑努
道頓堀川沿いにある喫茶店『リバー』のマスター。邦彦の雇い主で、彼の父親代わり。妻は既に亡くなっている。15年前までハスラーとして日本一になるほどの実力を持っていた。10年以上前から半ば引退状態で現在は喫茶店で客と雑談しながらのんびりと接客しており、ビリヤードとは無縁の生活を送っている。
武内政夫
演 - 佐藤浩市、坂内真基（幼少時代）
武内の息子。邦彦の友達で彼から『まーちゃん』と呼ばれている。唯一の取り柄がビリヤードで日本一のハスラーになることを夢見ている。自身がハスラーになることについて否定的な武内に反発し、最近は自宅に帰っていない状態。基本的に自己中心的で甘ったれな性格のドラ息子だが、ビリヤードのことになると野心家で強気な言動をする。

### ビリヤード関連
ユキ
演 - 加賀まりこ、紗貴めぐみ（10代のユキ）
ビリヤード場『紅白』のママ。ハスラー界で名の知れた玉田の孫。10代の頃に玉田のビリヤードを間近で見ていたことから自身もビリヤードの技術などに長けており、武内とも何度か交流した過去がある。気っ風のいい芯の強い姉御肌な性格で、考え方が甘い政夫に率直な意見を口にする。
玉田
演 - 大滝秀治
ビリヤードの名人。故人。過去にハスラーとして名を馳せた。16年前に武内がビリヤードで対戦した相手。現在は既に亡くなっており生前武内について「彼は天才。自分が死んだら次の日本一は彼になるに違いない」と評していた。
渡辺
演 - 渡瀬恒彦
ハスラー。政夫によると大阪で一番の凄腕。根は真面目な性格だが、覚せい剤を常用して影響でさとみの金をシャブ代に使ったりしている。ハスラー時代の武内を知っており、彼の実力に脱帽している。
野口
演 - 片桐竜次
ヤクザ。組のシマにあるビリヤード場などでショバ代を取るなどしている。渡辺と政夫の賭けビリヤード対決を見届ける。裏では渡辺に覚せい剤を売っている。金にがめつい性格で汚い手を使う。
木村
演 - 成瀬正
ハスラー。ユキのビリヤード場の客。新人ハスラーの政夫の強さを聞きつけて彼と試合をするために神戸市から大阪までやって来る。しかし試合の賭け金が用意できなかった政夫に「大したことあらへんな」と悪態をつく。
風間
演 - 加島潤
木村の知人。具体的な関係は不明だが木村からは敬語を使って話されている。政夫に曲玉(きょくだま。球をジャンプさせるなどの高度な技を使ったショット)を見せられて驚く。

### その他
勝さん
演 - 名古屋章
『梅の木』の雇われの板前でまち子と2人で店を切り盛りしている。曲がったことが嫌いで政夫がまち子から大金を借りようとした時に彼女に助言する。まち子が2階にいる時に1階の店内に呼び出す時は、いつも階段の柱を叩いて知らせる。
田村
演 - 安部徹
まち子のスポンサー(支援者)。70代の男。淀屋橋にある大きな不動産会社の社長。5年前まで芸者をしていたまち子を引き上げて『梅の木』の開店資金を出したり、彼女の両親が亡くなった時に葬儀の世話をするなど彼女にとって恩義のある人。武内から「貫禄のある立派な人」と評されている。
かおる
演 - カルーセル麻紀
ゲイボーイ。『リバー』の常連客で邦彦とも顔見知り。今で言うニューハーフバーのような店で働く。普段は自虐を含めた辛口な言葉を用いて陽気に振る舞っているが、時にしおらしい態度を見せたり心ない言動に心を痛めることもある。恋人の石塚に惚れ込んでいるが彼に振り回されていることに悩んでいる。
石塚
演 - 柄本明
かおるの恋人。仕事は流しらしく、着流しを着て三味線を持って夜の街をうろついたり、かおるの部屋でお座敷唄らしき歌を歌っている。一見すると大人しそうに見えるがどことなく凄みがあり、時にかおるに手をあげることもある。嘘つきでしたたかな性格。
さとみ
演 - 古館ゆき
渡辺の妻。高校3年生の頃の邦彦と政夫のクラスメイト。現在は、踊り子でキャバレーを回って各店のダンスショーで踊って生活費を稼いでいる。ダンスだけが取り柄だが、違法薬物に手を出した渡辺に振り回される。
鈴子
演 - 岡本麗
武内の妻。政夫の母。故人。政夫が子供の頃に亡くなっている。ハスラーをしていた頃の武内が家庭よりビリヤードを優先するあまり自身は辛い時期を過ごした。
リカ
演 - 横山リエ
『リバー』の常連客。ホステスらしき女性で、昼過ぎぐらいに喫茶店に訪れかおるたちと顔を合わせる。かおるとは水商売の良きライバルで冗談や嫌味を言い合うが仲は良い。
ゲイボーイ
演 - アミー、花井優、美露
かおるの仕事仲間で『リバー』の常連客。かおると似たように明るい性格で歯に衣着せぬ物言いで場を盛り上げる。
ドヤの中年男
演 - 浜村純
ドヤ街にある簡易宿泊所に寝泊まりする同性愛者らしきおじさん。ある日客として泊まりに来た邦彦とベッドが近くにあったことから彼に声をかける。
その他出演
河合絃司、三重街恒二、須賀良、高月忠、五野上力、沢田浩二、城春樹、清水照男、畑中猛、中村錦司、岩尾正隆、藤沢徹夫、白井滋郎、紅かおる

## スタッフ
- 監督 - 深作欣二
- 原作 - 宮本輝「道頓堀川」(筑摩書房刊)
- 脚本 - 野上龍雄、深作欣二
- 撮影 - 川又昂
- 音楽 - 若草恵
- 美術 - 森田郷平
- 録音 - 原田真一
- 編集 - 太田和夫
- スチール - 長谷川宗平
- 助監督 - 満友敬司
- 照明 - 小林松太郎
- 製作 - 織田明、斎藤守恒[2]

## 製作

### 企画
製作としてクレジットされている松竹の織田明プロデューサーは「深作欣二監督が1981年の『青春の門』撮影後に、松坂慶子主演・野上龍雄脚本で五木寛之の『朱鷺の墓』を映画化したい」と自身に要請したと話しているが、深作は「五木寛之原作の映画でえんえん松竹にひっつかまっていたんです。『朱鷺の墓』という小説の映画化を松竹から提出されて…『青春の門』で野上さんが脚本、松坂君が主演。そこらへんからの因縁もあって、松竹が『朱鷺の墓』を松坂君でやってくれと。で、野上さんに預けておいたところ、えんえん出来上がらない。『青春の門』の二の舞かと僕は思いましたね」などと、織田プロデューサーとは反対の証言をしている。深作は「何とかなるだろうと無責任に引き受けたものの、どうも上手くいかないんですよね。で、結局、（『朱鷺の墓』は）駄目だと。『いまさらそんな、困る』と言われたんだけど、できないものはできない。そしたら切羽詰まって出てきたのが『道頓堀川』だったんですよ。むろん『朱鷺の墓』も松坂慶子主演で『青春の門』の乗りでやってくれと。しかし上手くいかなくて時間ばかり経って、ついに『道頓堀川』に変わった。五木寛之とは大騒ぎになっちゃいましたね（笑）」と述べている。こちらの過程も織田プロデューサーの話とは異なり、織田は「深作監督と脚本家の野上龍雄さんが『朱鷺の墓』の制作で金沢のシナハンも終え、カナダ・ロケの段取りをつけるなど、かなり製作が進んだ段階で、『朱鷺の墓』の製作中止を自分に申し出た。後処理の難航で、松竹はかなりの損害を被ることが予想されたため、私が2人に代替案を要求し、野上さんが『魚影の群れ』を、深作監督が田辺聖子『休暇は終わった』と、松竹が企画として挙げていた『蒲田行進曲』を出してきた。深作監督は『魚影の群れ』に乗らず、これは監督が相米慎二になり、映画化された。深作監督は『蒲田行進曲』をやることになり、深作さんの監督就任で『蒲田行進曲』の製作は一気に進んだ」などと証言している。織田プロデューサーは「本作の企画は杉崎重美松竹企画部長」と話しているが、さらにこれも深作は「企画は松竹の梅津寛益さん。『黒蜥蜴』といい『必殺仕掛人』といい、梅津さんからの仕事は不思議と成功率が高い」などと織田とは異なる証言をしている。

### 脚本
深作は「華やかな話ではあるんだけど、それだけじゃなく、何かああいう大阪の盛り場の群像というところが映画的な素材ではあったのかも知れません。野上龍雄さんがすごく乗って脚本を書いてくれた、折に触れて野上さんはその話をしますね。あの台詞を思いついたときは嬉しかったとかね。大筋は原作と同じですけれども、ディテールはかなり違います。原作のままだと、少年が主人公になっている分だけ、松竹の看板である松坂君が霞んじゃう。その点について松竹からもまち子（松坂）のディテールを少し際立たせて欲しいと注文があったんです」と述べている。

### 演出
深作は『復活の日』『青春の門』『魔界転生』に次いで、突然のメロドラマで、自身でも「何とも説明しきれない暴走ぶりでした」「メロドラマを楽しんで撮るといっても、今までやったことがないくらいのことで食い付くあたりが中途半端な証拠なんで。『魔界転生』は自分の趣味性みたいなものがあって、興行成績もかなり良かった。当たらなきゃいけないというのはまずありますけど、内心は当たらない映画もたまにあっていいじゃないかと、撮影中、そういう呟きみたいなものをしょっちゅう言ってました（笑）そういう意味では『道頓堀川』という企画そのものが難しかったわけです」と述べている。

### キャスティング
まず松坂慶子ありきの企画だった。それで相手役に真田広之が決まったが、濡れ場もあり、深作は真田の身体が筋肉質過ぎで不安だった。真田も「僕の筋肉もりもりはバレないですかね」と不安を口にしたが、深作が「ラブシーンもアクションだから」と不安がる真田を元気付けた。しかし真田の筋肉の付き方は半端じゃなく、後半、松坂との濡れ場シーンでは深作も真田の体はサイボーグより凄くてビックリしたという。佐藤浩市は『青春の門』からの流れでのキャスティング。80年代は本作以降、『蒲田行進曲』『人生劇場』『上海バンスキング』『火宅の人』『華の乱』と松坂＝深作コンビの作品が続くが、深作は振り返って「80年代は女性観客を増やしていく時代だったと思う」と述べている。

### 撮影
冒頭『ザ・レイプ』上映中の看板が、1:50分ぐらいに安岡邦彦（真田）がアルバイトで北新地のビル屋上の看板絵を書くシーンで、梅田東映ホールで上映中の『真紅な動輪』とアニメポリス・ペロの看板が掛かるため、撮影は1982年5月頃と見られ、公開ギリギリまで撮影を行っていたとものと考えられる。
ラスト近くの武内鉄男（山﨑努）と武内政夫（佐藤）のビリヤード親子対決で、負けたと悟った佐藤が両膝をついて屈服して泣き崩れるが、深作監督が、メガホンで「浩市くん、片膝にしてくれないか」と言った。これに佐藤は「僕の気分は片膝じゃないんですよ、両膝なんですよ!」と言い返し、深作の指示に従わず。様式にこだわる深作が「いや、それだと様が悪いんだ」と言ったが、佐藤は「嫌だ!」と拒否。佐藤は当時23歳。佐藤の深作組への出演は、1981年のデビュー作『青春の門』に次いで2本目だったが、『青春の門』は蔵原惟繕監督のパートに出演したため、深作とは実質的な初絡みだった。父親・三國連太郎から『狼と豚と人間』（1964年）で「俺が全然言うことを聞かないから深作は泣いてたよ」と聞いていたから、そのシーンで深作は三國を思い出し「親子二代で言うことを聞かない役者だ」と感じたようで、佐藤はその後10年、深作から声はかからなかったという。
タイトル通り、道頓堀でふんだんにロケが行われている。武内（山﨑）がマスターを務め、美大生・安岡邦彦（真田）が働く喫茶店『リバー』は、戎橋袂の実際の店舗で撮影されているようにも見えるよく出来たセット。店の窓から道頓堀川対岸の「かに道楽」道頓堀本店や、当時あったミスタードーナツ、珈琲の青山が度々映る。同店舗内にお客の姿も映る。中盤でかおる（カルーセル麻紀）と石塚（柄本明）が夜、通行人が一人もいない戎橋を二人で歩くシーンがある。他には大阪の歓楽街を舞台にした映像作品では登場することの多い難波法善寺横丁や、邦彦（真田広之）まち子（松坂慶子）が、桜ノ宮のラブホテル街を歩くシーンなどがある。松坂慶子、古館ゆき、紗貴めぐみと3人の女優が脱ぐ、2010年代の今日の番線映画ではないかもしれない。

## 影響
音楽が難しく、深作が角川春樹に「音楽プロデューサーをやってくれないか」と頼みに行った。角川から「私は映画プロデューサーだから、やっぱり映画プロデューサーとして勝負させてくれ」と断わられた。ちょうど『蒲田行進曲』が第86回直木賞を受賞したころで、角川が盛んに「つかこうへい」「つかこうへい」と言い、深作は読んでなかったが、『道頓堀川』の製作が決定するかどうかのタイミングで電光石火、角川から『蒲田行進曲』の監督オファーを受けた。

## 作品の評価

### 興行成績
『映画年鑑 1983年版』には「松竹は1981年7月から1982年6月までの一年間に自社作品7本を製作した。前年より5本の減少である（中略）『男はつらいよ』シリーズがいたずらに輝るのみで、数少ない自社作品はいずれも興行的に成功せず、企画の貧困は目を覆いたくなるような有様である（中略）『道頓堀川』は深作欣二監督を東映から借りて松坂慶子に真田広之の顔合わせで興味を持たせたが、興行的には成功しなかった。深作監督と松坂のコンビで『青春の門』でヒットしたとはいえ、二番煎じの感はまぬがれず、話題のみ先行して興行力に結びつかなかった」「期待のうちに公開したが、予想に反して凡調となり四週間で打ち切った」などと評している。

### 受賞
- 第6回日本アカデミー賞にて最優秀監督賞、最優秀主演女優賞受賞。